# NGC 4846
NGC 4846 é uma galáxia espiral barrada (SBbc) localizada na direcção da constelação de Canes Venatici. Possui uma declinação de +36° 22' 12" e uma ascensão recta de 12 horas, 57 minutos e 47,7 segundos.
A galáxia NGC 4846 foi descoberta em 11 de Março de 1831 por John Herschel.